# Pyrus xerophila
Pyrus xerophila är en rosväxtart som beskrevs av Tse Tsun Yu. Pyrus xerophila ingår i släktet päronsläktet, och familjen rosväxter. Inga underarter finns listade i Catalogue of Life.